# Limnephilus
Limnephilus är ett släkte av nattsländor. Limnephilus ingår i familjen husmasknattsländor.

## Bildgalleri

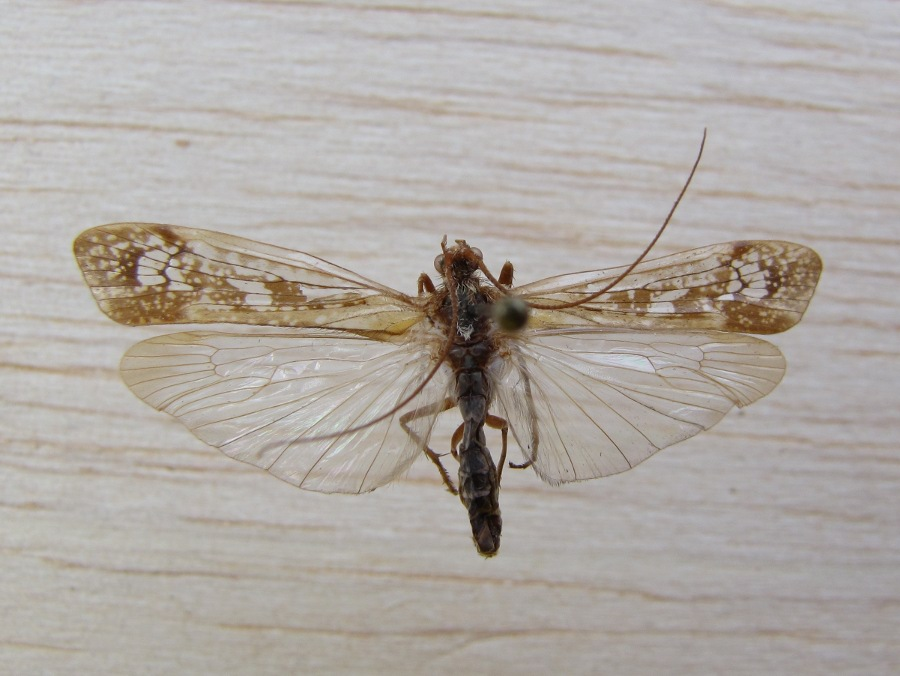
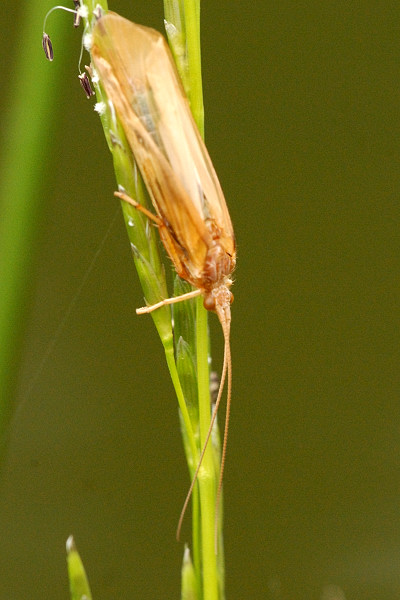
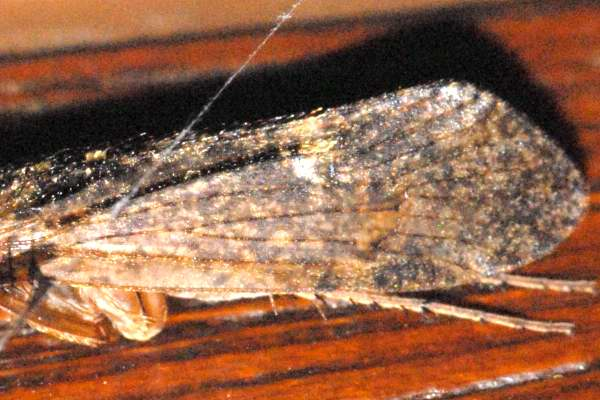
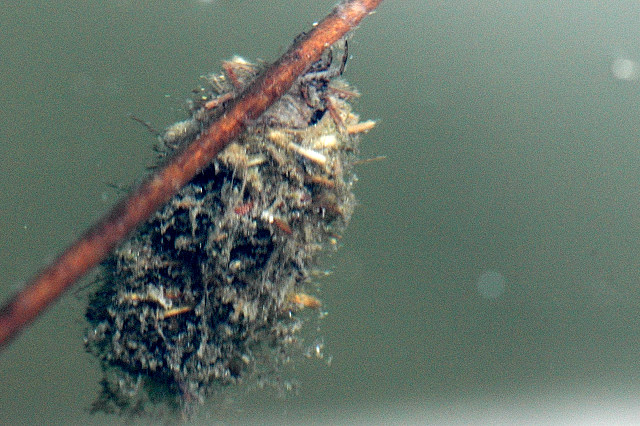
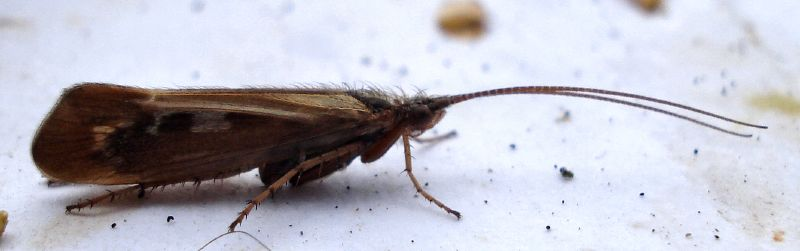
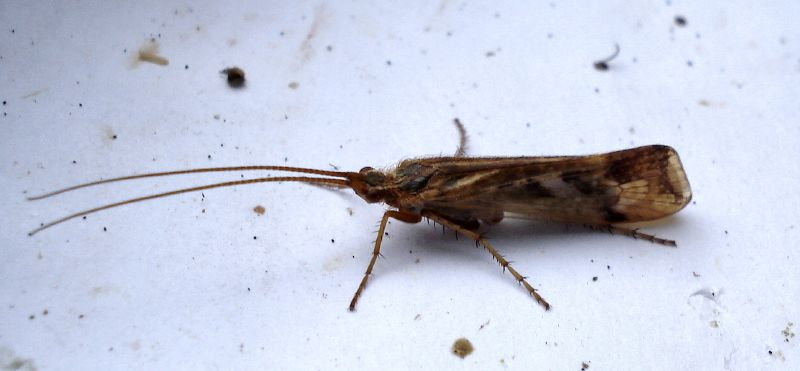
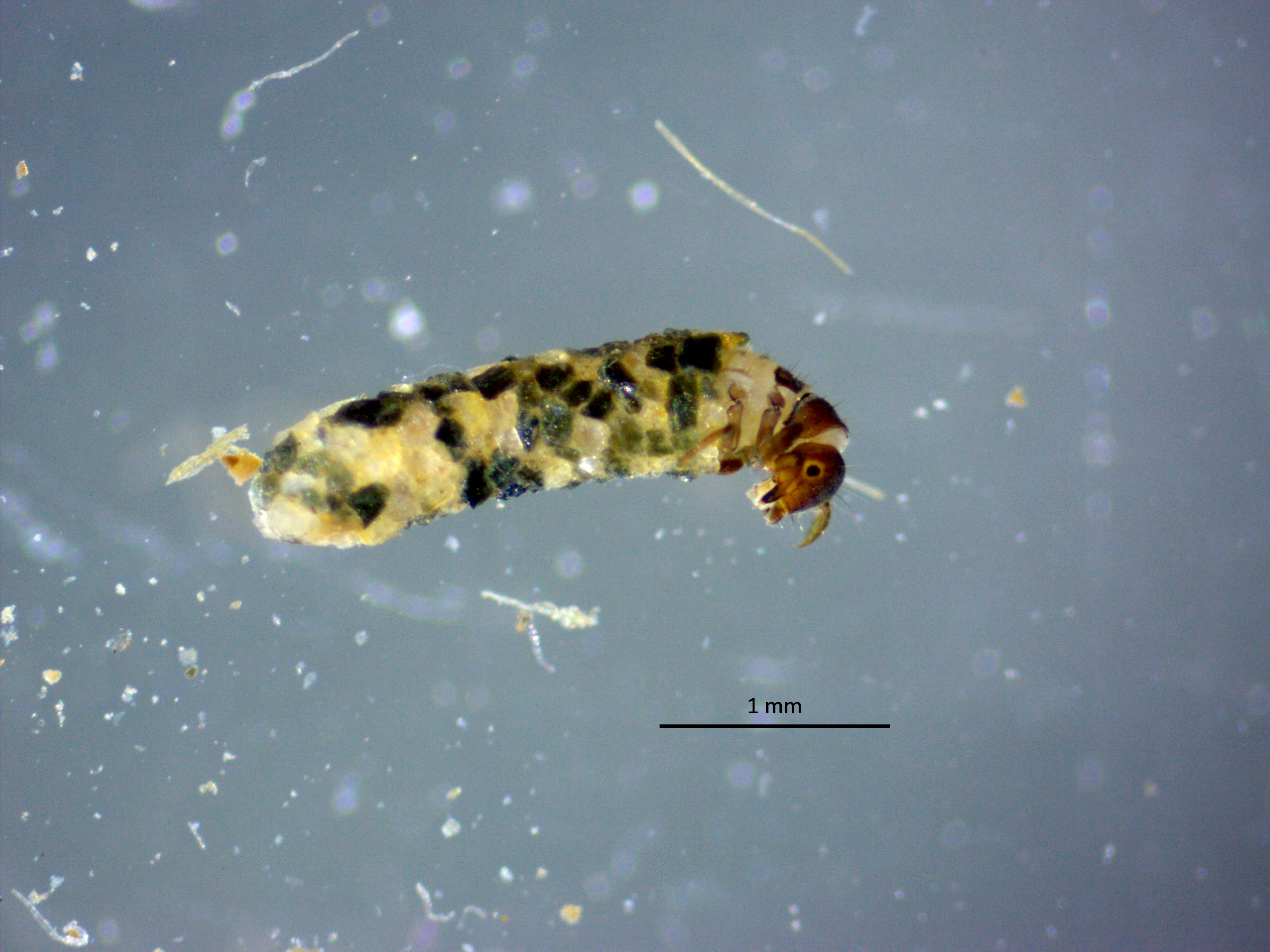

## Dottertaxa tillLimnephilus, i alfabetisk ordning[1][2]
- Limnephilus abbreviatus
- Limnephilus abstrusus
- Limnephilus acnestus
- Limnephilus acrophylax
- Limnephilus acula
- Limnephilus adapus
- Limnephilus ademiensis
- Limnephilus ademus
- Limnephilus affinis
- Limnephilus aistleitneri
- Limnephilus alagnaki
- Limnephilus alaicus
- Limnephilus alberta
- Limnephilus alconura
- Limnephilus algosus
- Limnephilus alienus
- Limnephilus anadyrensis
- Limnephilus apache
- Limnephilus aretto
- Limnephilus argenteornatus
- Limnephilus argenteus
- Limnephilus arizona
- Limnephilus asaphes
- Limnephilus asiaticus
- Limnephilus assimilis
- Limnephilus atercus
- Limnephilus atlanticus
- Limnephilus auricula
- Limnephilus baja
- Limnephilus bifidus
- Limnephilus binotatus
- Limnephilus biparta
- Limnephilus bipunctatus
- Limnephilus bloomfieldi
- Limnephilus borealis
- Limnephilus bucketti
- Limnephilus bulgani
- Limnephilus canadensis
- Limnephilus castor
- Limnephilus catula
- Limnephilus caucasicus
- Limnephilus centralis
- Limnephilus challisa
- Limnephilus chereshnevi
- Limnephilus cianficconiae
- Limnephilus cockerelli
- Limnephilus coenosus
- Limnephilus coloradensis
- Limnephilus concolor
- Limnephilus correptus
- Limnephilus ctenifer
- Limnephilus decipiens
- Limnephilus diphyes
- Limnephilus discolor
- Limnephilus dispar
- Limnephilus distinctus
- Limnephilus diversus
- Limnephilus doderoi
- Limnephilus ectus
- Limnephilus elegans
- Limnephilus eocenicus
- Limnephilus externus
- Limnephilus extractus
- Limnephilus extricatus
- Limnephilus fagus
- Limnephilus femoralis
- Limnephilus femoratus
- Limnephilus fenestratus
- Limnephilus fischeri
- Limnephilus flavastellus
- Limnephilus flavicornis
- Limnephilus flavospinosus
- Limnephilus frijole
- Limnephilus fumigatus
- Limnephilus fumosus
- Limnephilus fuscicornis
- Limnephilus fuscinervis
- Limnephilus fuscoradiatus
- Limnephilus fuscovittatus
- Limnephilus germanus
- Limnephilus graecus
- Limnephilus granti
- Limnephilus griseus
- Limnephilus guadarramicus
- Limnephilus hageni
- Limnephilus hamifer
- Limnephilus harrimani
- Limnephilus helveticus
- Limnephilus hirsutus
- Limnephilus hovsgolicus
- Limnephilus hyalinus
- Limnephilus hyperboreus
- Limnephilus ignavus
- Limnephilus incertus
- Limnephilus indivisus
- Limnephilus infernalis
- Limnephilus internalis
- Limnephilus iranus
- Limnephilus italicus
- Limnephilus janus
- Limnephilus kalama
- Limnephilus kaumarajiva
- Limnephilus kedrovayaensis
- Limnephilus kennicotti
- Limnephilus labus
- Limnephilus lakshaman
- Limnephilus lithus
- Limnephilus lopho
- Limnephilus lucensis
- Limnephilus lunatus
- Limnephilus luridus
- Limnephilus major
- Limnephilus malickyi
- Limnephilus marmoratus
- Limnephilus martynovi
- Limnephilus maya
- Limnephilus mexicanus
- Limnephilus microdentatus
- Limnephilus minos
- Limnephilus moestus
- Limnephilus morrisoni
- Limnephilus nigriceps
- Limnephilus nimmoi
- Limnephilus nipponicus
- Limnephilus nogus
- Limnephilus nybomi
- Limnephilus obsoletus
- Limnephilus occidentalis
- Limnephilus orientalis
- Limnephilus ornatulus
- Limnephilus ornatus
- Limnephilus pallens
- Limnephilus pantodapus
- Limnephilus partitus
- Limnephilus parvulus
- Limnephilus pati
- Limnephilus peculiaris
- Limnephilus peltus
- Limnephilus perjurus
- Limnephilus perpusillus
- Limnephilus petri
- Limnephilus picturatus
- Limnephilus plaga
- Limnephilus politus
- Limnephilus pollux
- Limnephilus ponticus
- Limnephilus primoryensis
- Limnephilus productus
- Limnephilus quadratus
- Limnephilus rhea
- Limnephilus rhombicus
- Limnephilus rohweri
- Limnephilus rothi
- Limnephilus sackeni
- Limnephilus samoedus
- Limnephilus sansoni
- Limnephilus santanus
- Limnephilus secludens
- Limnephilus sericeus
- Limnephilus sibiricus
- Limnephilus sibiricusoccidentis
- Limnephilus sierrata
- Limnephilus signifer
- Limnephilus sitchensis
- Limnephilus solidus
- Limnephilus soporatus
- Limnephilus sparsus
- Limnephilus sperryi
- Limnephilus spinatus
- Limnephilus stigma
- Limnephilus subcentralis
- Limnephilus sublunatus
- Limnephilus submonilifer
- Limnephilus subniditus
- Limnephilus subnitidus
- Limnephilus sylviae
- Limnephilus taloga
- Limnephilus tarsalis
- Limnephilus tauricus
- Limnephilus thorus
- Limnephilus tibeticus
- Limnephilus tiunovae
- Limnephilus transcaucasicus
- Limnephilus tricalcaratus
- Limnephilus tulatus
- Limnephilus turanus
- Limnephilus uintah
- Limnephilus vittatus
- Limnephilus wittmeri
- Limnephilus xanthodes
- Limnephilus znojkoi